# Esenbeckia xanthoskela
Esenbeckia xanthoskela är en tvåvingeart som beskrevs av Wilkerson och David Fairchild 1983. Esenbeckia xanthoskela ingår i släktet Esenbeckia och familjen bromsar.
Artens utbredningsområde är Peru. Inga underarter finns listade i Catalogue of Life.